# Lethrus anisodon
Lethrus anisodon là một loài bọ cánh cứng trong họ Geotrupidae. Loài này được Semenov & Gussakovskij miêu tả khoa học năm 1935.